# Albion College

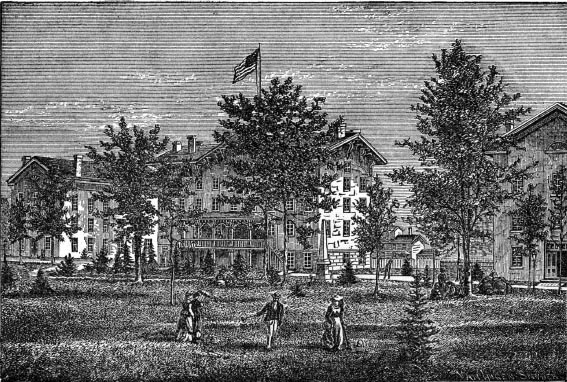
19e-eeuwse tekening van Albion College

Albion College is een particuliere liberal arts college in Albion, Michigan. Het college werd opgericht in 1835 en de studentenpopulatie telde in de herfst van 2021 ongeveer 1.500 studenten.
Het college concurreert in NCAA Division III en de Michigan Intercollegiate Athletic Association (MIAA).
Het Astronomisch Observatorium van het Albion College werd gebouwd in 1883-1884 met aanmoediging van Samuel Dickie, later de president van het college.
Sinds 1990 werd één student Rhodes Scholar, drie waren Goldwater Scholars, vier Truman Scholars en zeventien Fulbright Scholars.